# Christopher C. Bowen

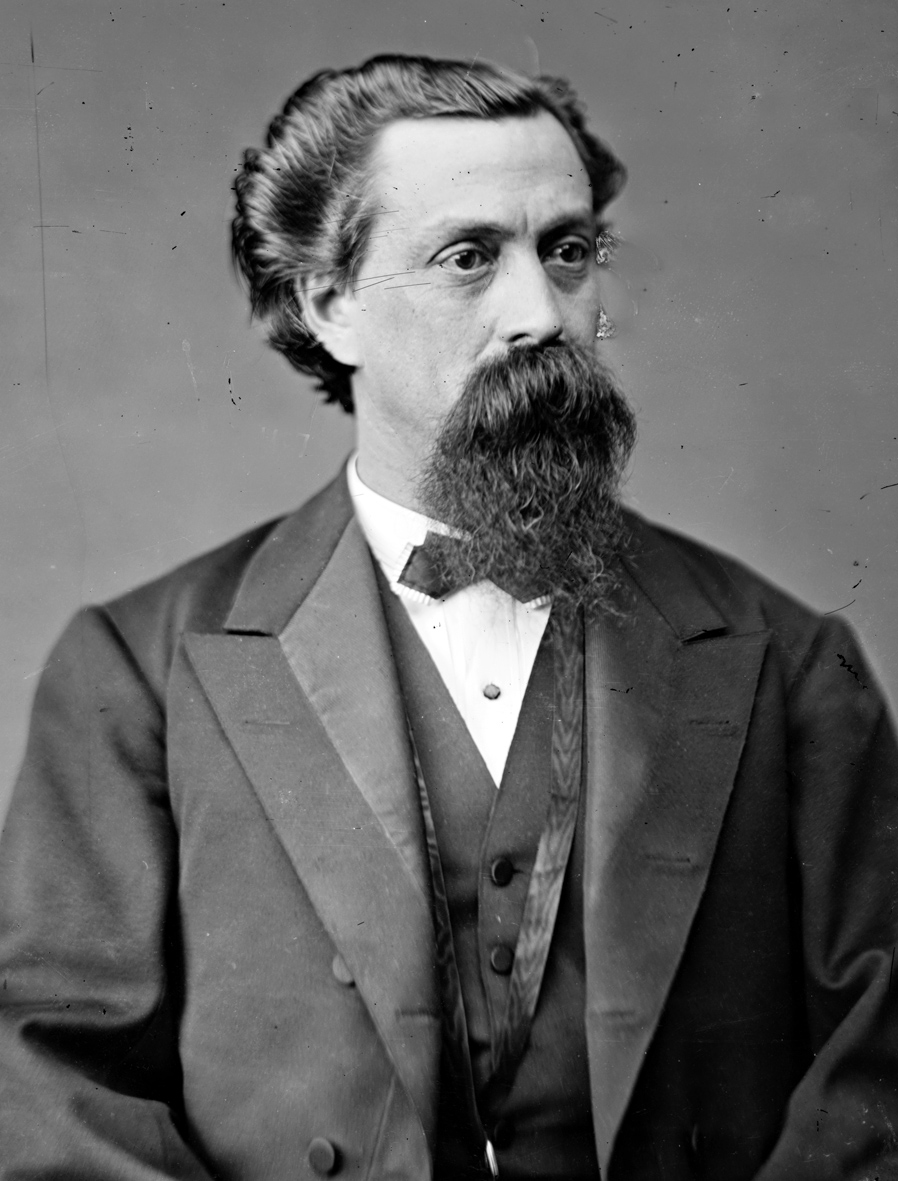
Christopher C. Bowen

Christopher Columbus Bowen (* 5. Januar 1832 in Providence, Rhode Island; † 23. Juni 1880 in New York City) war ein US-amerikanischer Politiker. Zwischen 1868 und 1871 vertrat er den Bundesstaat South Carolina im US-Repräsentantenhaus.

## Werdegang
Christopher Bowen besuchte die öffentlichen Schulen seiner Heimat. Im Jahr 1850 zog er nach Georgia, wo er in der Landwirtschaft tätig war. Nach einem Jurastudium und seiner im Jahr 1862 erfolgten Zulassung als Rechtsanwalt begann er in Charleston (South Carolina) in seinem neuen Beruf zu arbeiten. Während des Bürgerkrieges diente Bowen in der Küstenwache der Konföderierten Staaten.
Nach dem Krieg arbeitete er wieder als Anwalt. Politisch wurde er Mitglied der Republikanischen Partei. Im Mai 1867 war er Delegierter auf deren Parteitag in South Carolina. Bowen war außerdem der erste Vorsitzende dieser Partei in seinem Staat. Im November 1867 war er Delegierter auf der Konferenz, die die Staatsverfassung überarbeitete. Nachdem der Staat South Carolina wieder in die Union aufgenommen worden war und im Kongress vertreten sein durfte, wurde Bowen im zweiten Wahlbezirk von South Carolina in das US-Repräsentantenhaus in Washington, D.C. gewählt. Dort nahm er am 20. Juli 1868 den Sitz ein, den William Porcher Miles im Dezember 1860 aufgegeben hatte. Nach einer Wiederwahl konnte er bis zum 3. März 1871 im Repräsentantenhaus verbleiben. In dieser Zeit wurde der 15. Verfassungszusatz verabschiedet, der den Afroamerikanern das Wahlrecht verlieh. Im Jahr 1870 wurde Christopher Bowen von seiner Partei nicht mehr für eine weitere Legislaturperiode nominiert. An seiner Stelle erhielt Robert C. De Large den Vorzug.
In den Jahren 1871 und 1872 war Christopher Bowen Abgeordneter im Repräsentantenhaus von South Carolina. Im November 1872 wurde er zum Sheriff der Stadt Charleston gewählt. Bowen starb am 23. Juni 1880 in New York und wurde in Charleston beigesetzt.